# CLDN4
CLDN4 (англ. Claudin 4) – білок, який кодується однойменним геном, розташованим у людей на короткому плечі 7-ї хромосоми. Довжина поліпептидного ланцюга білка становить 209 амінокислот, а молекулярна маса — 22 077.
| 10         |  | 20         |  | 30         |  | 40         |  | 50         |
| ---------- |  | ---------- |  | ---------- |  | ---------- |  | ---------- |
| MASMGLQVMG |  | IALAVLGWLA |  | VMLCCALPMW |  | RVTAFIGSNI |  | VTSQTIWEGL |
| WMNCVVQSTG |  | QMQCKVYDSL |  | LALPQDLQAA |  | RALVIISIIV |  | AALGVLLSVV |
| GGKCTNCLED |  | ESAKAKTMIV |  | AGVVFLLAGL |  | MVIVPVSWTA |  | HNIIQDFYNP |
| LVASGQKREM |  | GASLYVGWAA |  | SGLLLLGGGL |  | LCCNCPPRTD |  | KPYSAKYSAA |
| RSAAASNYV  |  |            |  |            |  |            |  |            |

A: Аланін

C: Цистеїн

D: Аспарагінова кислота

E: Глутамінова кислота

F: Фенілаланін

G: Гліцин

H: Гістидин

I: Ізолейцин

K: Лізин

L: Лейцин

M: Метіонін

N: Аспарагін

P: Пролін

Q: Глутамін

R: Аргінін

S: Серин

T: Треонін

V: Валін

W: Триптофан

Кодований геном білок за функцією належить до фосфопротеїнів. 
Локалізований у клітинній мембрані, мембрані, клітинних контактах, щільних контактах.